# 日立市立山部小学校
日立市立山部小学校（ひたちしりつやまべしょうがっこう）は、茨城県日立市十王町山部841にある日立市立小学校。

## 沿革

### 年表
- 1874年3月31日 - 山部村に開校[5][6]。
- 1887年4月 - 多賀郡友部小学校の分教場となる[5]。
- 1889年
  - 5月28日 - 黒前村に改称。創立記念日とする[5]。
  - 7月1日 - 黒前尋常小学校に改称。高原・黒坂に分教場を設置[5]。
- 1892年7月10日 - 多賀郡黒前村立山部尋常小学校となる[5]。
- 1913年8月2日 - 開校式を挙行[5]。
- 1920年4月1日 - 高等科を設置。山部高等尋常小学校となる[5]。
- 1941年4月1日 - 多賀郡黒前村立国民学校となる[5]。
- 1947年4月1日 - 多賀郡黒前村立山部小学校となる[5]。
- 1955年2月11日 - 多賀郡十王村立山部小学校となる[5]。
- 1956年1月1日 - 多賀郡十王町立山部小学校となる[5]。
- 1969年3月9日 - 校旗・校章制定[5]。
- 1985年10月25日 - 全国統計教育研究大会で研究発表をする[5]。
- 1996年
  - 10月12日 - 緑の少年団全国発表大会で実践活動発表[5]。
  - 10月13日 - 全国育樹祭に参加。大会会長賞を受賞[5]。
- 2004年
  - 4月23日 - 平成16年度読書活動優良実践校として文部科学大臣表彰[7]。
  - 11月1日 - 十王町と日立市が合併。日立市立山部小学校に改称[8]。
- 2008年3月 - 日本ユネスコ協会連盟会長より、「世界寺子屋運動」への協力に関する感謝状贈呈[5]。
- 2019年度 - 令和元年度体力づくり奨励賞を受賞[9]。
- 2022年3月 - 山部小学校・櫛形小学校統合準備委員会が設置される[10]。
- 2026年4月 - 日立市立櫛形小学校と統合予定。新校名は日立市立十王小学校、新校の位置は、現在の櫛形小学校となる予定[10]。

## 教育方針
（出典：）
学校教育目標

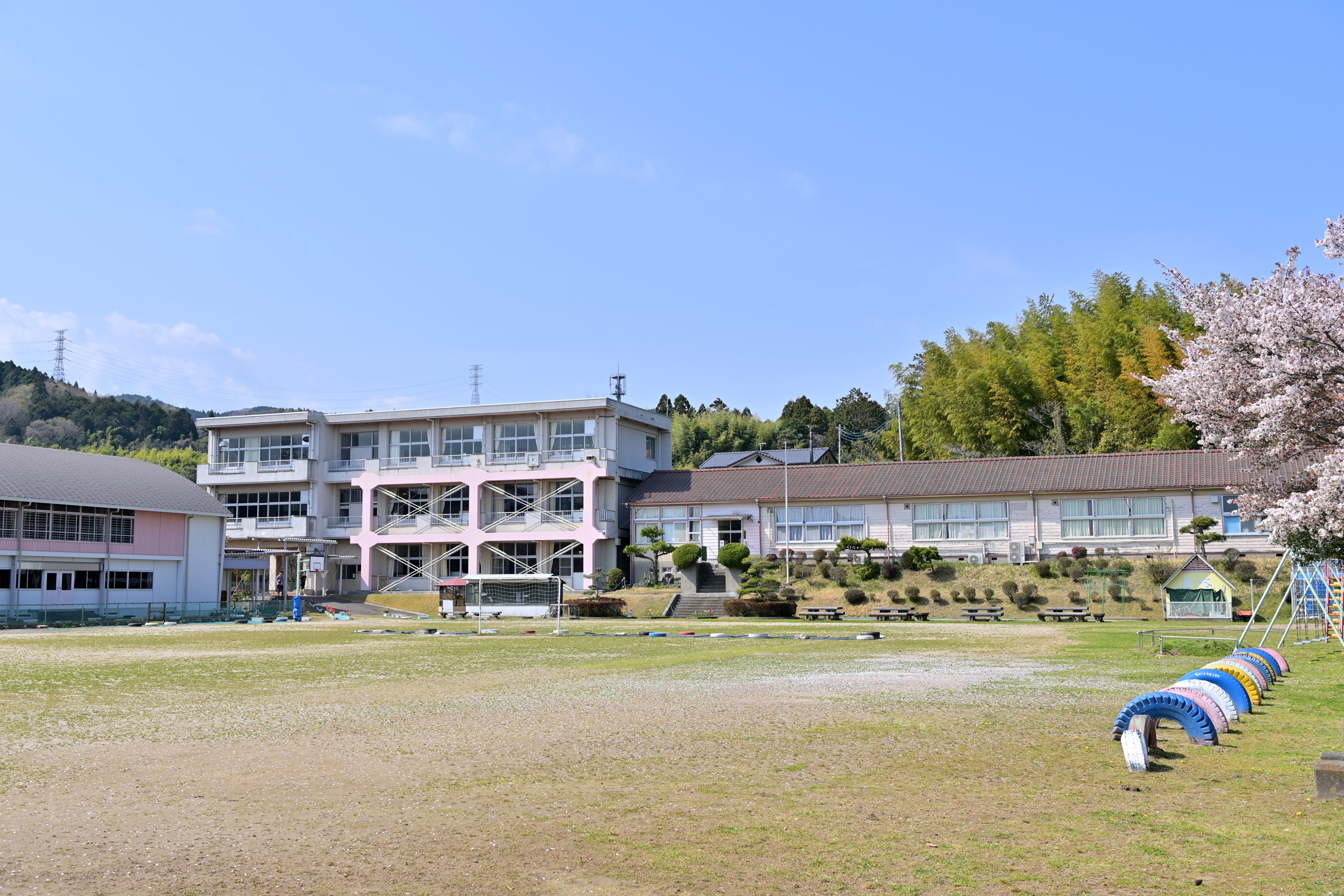
校舎

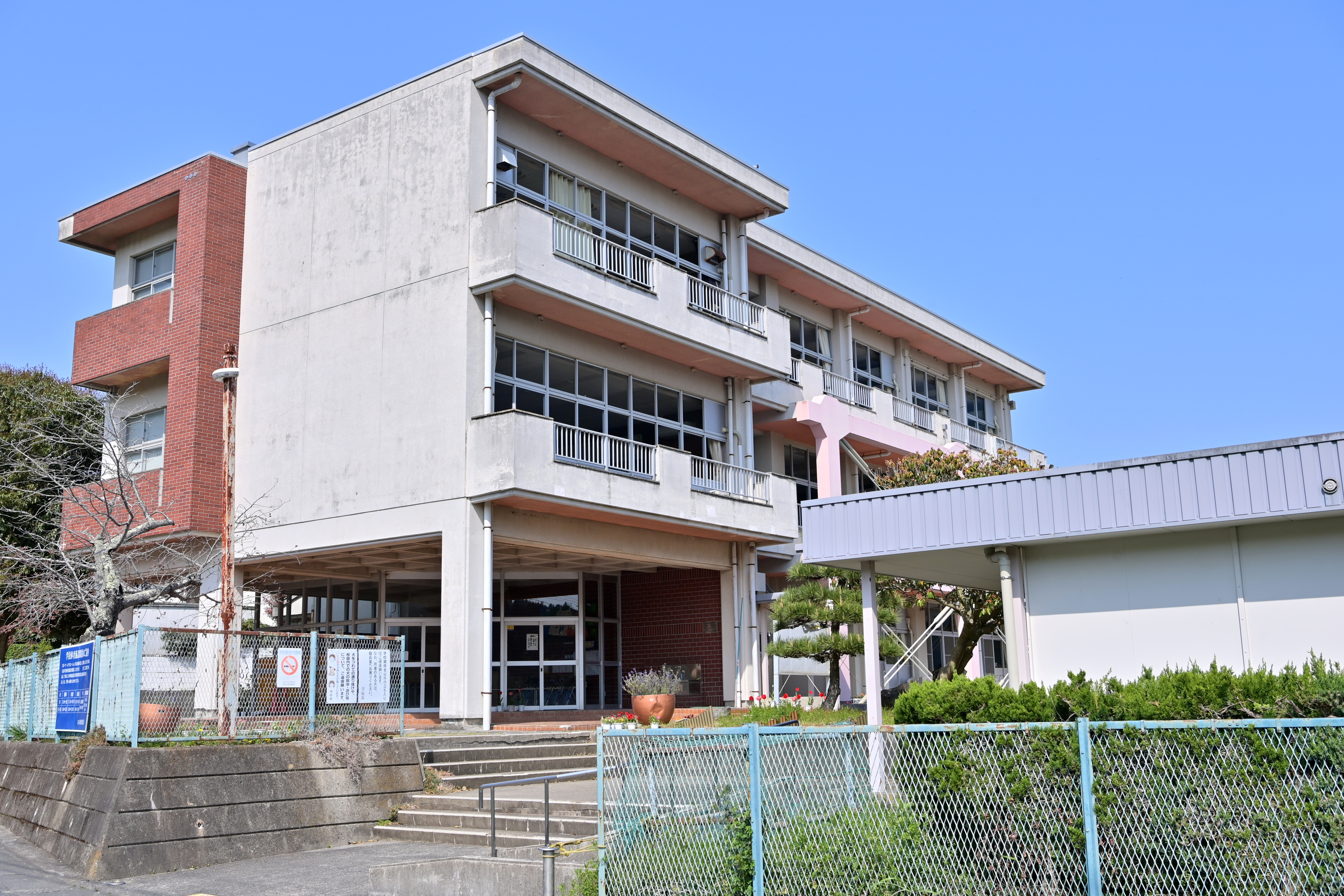
校舎昇降口

ふるさと山部を愛し 広い視野をもって 心豊かに たくましく生きる山部っ子の育成
学校経営の基本方針
児童が安心して学べる学校づくり―認め 励まし 一人一人に寄り添う教育―
組織目標
見通しをもって粘り強く取り組み 主体的に学ぶ 自立した学習者の育成

## 通学区域
（出典：）
- 日立市十王町山部

## 進学先中学校
- 日立市立十王中学校

## 交通
- JR常磐線 十王駅より椎名観光バス・十王駅発ゴルフ場行「山部小前」下車 徒歩2分[14]